# Chalermchai Sriorn
Chalermchai Sriorn (thaï : เฉลิมชัย ศรีอ่อน ; RTGS : Chelimchai Sion) est un homme politique thaïlandais né le 7 mars 1965 à Prachuap Khiri Khan.

## Parcours politique
Membre du Parti démocrate, il est membre de la Chambre des représentants de sa ville natale dans les années 1990 et en devient le président de 1995 à 1997. Il devient ensuite député au niveau national pour les premières et deuxièmes circonscriptions de Prachuap Khiri Khan de 2001 à 2013. Il échoue à se faire réélire aux élections législatives de 2019.
À partir de 2010, il est ministre du Travail dans le gouvernement d'Aphisit Wetchachiwa. En 2019, il devient ministre de l'Agriculture et des Coopératives dans le second gouvernement de Prayut Chan-o-cha.
Il est entre-temps secrétaire du Parti démocrate de 2011 à 2013, puis de 2019 à 2023. Il succède ensuite à Jurin Laksanawisit au poste de chef du parti en 2023.
En 2024, après que le Parti démocrate ait rejoint le gouvernement Paethongtarn Shinawatra, celui-ci est nommé ministre des Ressources naturelles et de l'Environnement.